# Benzion Kellermann
Benzion Kellermann (geb. 11. Dezember 1869 in Gerolzhofen; gest. 22. Juni 1923 in Berlin) war ein deutscher Rabbiner und Philosoph (Neukantianer, Marburger Schule).
Benzion Kellermann besuchte vier Jahre die Präparandenschule in Höchberg, nach zwei Jahren an der Israelitischen Lehrerbildungsanstalt in Würzburg legte er 1888 sein Examen ab. Außerdem studierte er an den Universitäten Marburg und Gießen, wo er 1896 mit der Arbeit Der Midrasch zum I. Buche Samuelis und seine Spuren bei Kirchenvätern und in der orientalischen Sage: ein Beitrag zur Geschichte der Exegese promoviert wurde.

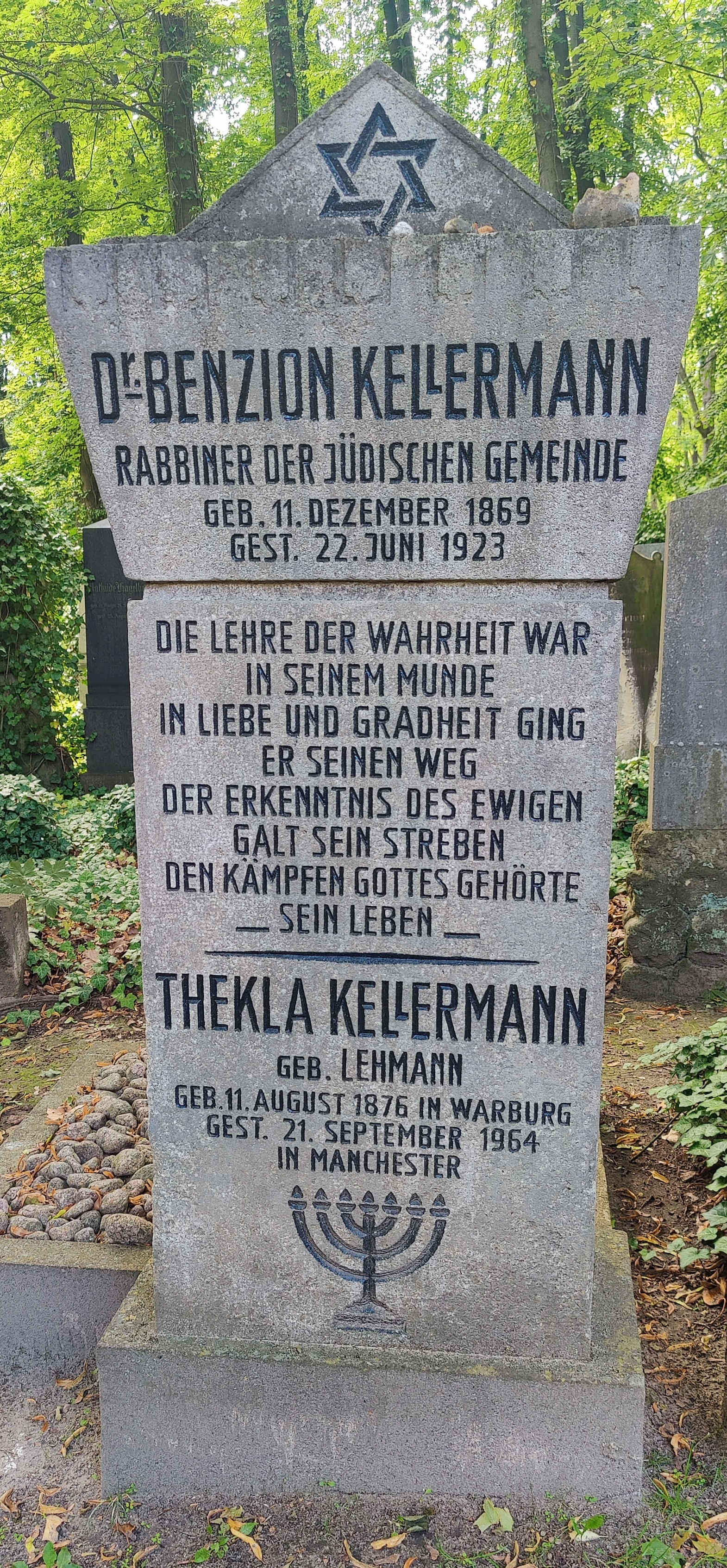
Grabstätte von Benzion Kellermann und Thekla Kellermann (geb. Lehmann)

An der Hochschule für die Wissenschaft des Judentums in Berlin, wo er sich im Wintersemester 1897/1888 einschrieb, legte er 1902/03 das Rabbinerexamen ab. Er war ab 1898/1901 Rabbiner und Religionslehrer in Konitz, Westpreußen. Von 1901 bis 1913/14 war er Leiter der IV. Religionsschule der Jüdischen Gemeinde in Berlin, gleichzeitig Lehrer an der Knabenmittelschule.
Im Jahr 1909 heiratete er Thekla Lehmann (1876–1964), die Schwester seines Kommilitonen, des Rabbiners Joseph Lehmann. Sie hatten den Sohn Heinz Kellermann (Henry) und den Sohn Ernst Walter Kellermann, ihnen gelang 1937 auf verschiedenen Wegen die Flucht nach England.
Von 1917 bis 1923 war er liberaler Rabbiner in Berlin.
Er ist auf dem Jüdischen Friedhof Berlin-Weißensee bestattet.

## Hauptwerke
- Der wissenschaftliche Idealismus und die Religion, 1908
- Der ethische Monotheismus der Propheten, 1917
- Das Ideal im System der Kantischen Philosophie, 1920
- Die Ethik Spinozas, Berlin 1922